# بيجو 103
بيجو 103 (بالفرنسية: Peugeot 103)‏ نوع يرجع إلى درّاجة نارية من إنتاج شركة بيجو Peugeot ذات محرّك بنزين ذي مكبس واحد.

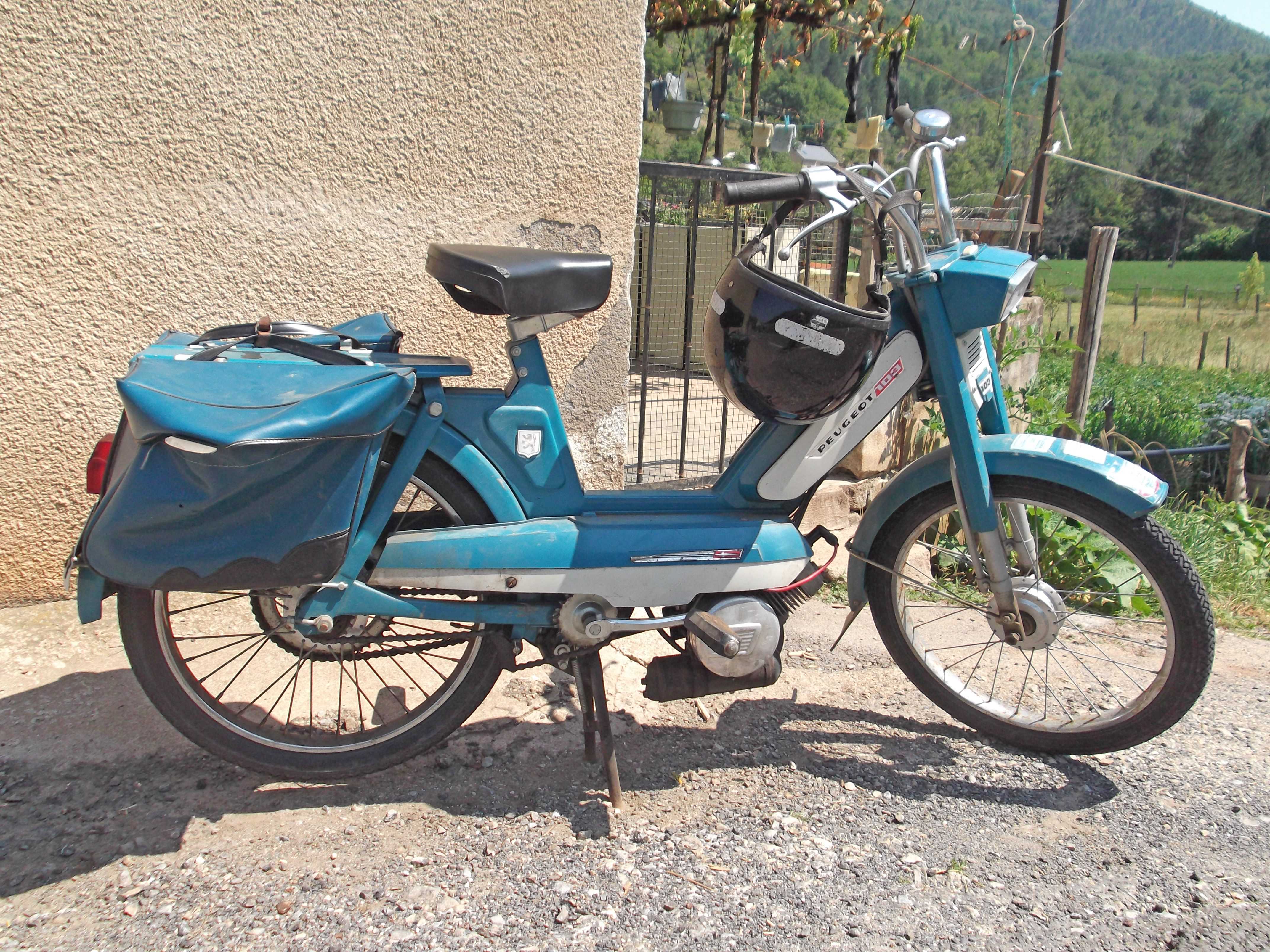
صورة الدّراجة النارية بيجو 103.